# Litobrochia propinqua
Litobrochia propinqua là một loài dương xỉ trong họ Pteridaceae. Loài này được J. Agardh J. Sm. mô tả khoa học đầu tiên năm 1854.